# Betta pugnax
O penang betta (Betta pugnax) é um peixe anabatídeo, nativo do Sudeste da Ásia, que mede 9 cm. É pouco conhecido pela maioria das pessoas, ao contrário do seu primo peixe-de-briga (Betta splendens). Possui todas as características do tradicional betta, mas é menos colorido, tendo a cor mais castanha, além de nadadeiras bem menores. É muito parecido com a versão selvagem do betta. Vive bem num Ph de 7.0 - ou seja, neutro - e numa temperatura de 26°C.